# Canon EF-S 18-200 мм
Canon EF-S 18-200 мм — ультразум-объектив для фотоаппаратов Canon EOS с матрицой формата APS-C, выпущенный в 2008 году.

## Описание
Объектив имеет байонет EF-S, диапазон фокусных расстояний от 18 до 200 мм и диафрагму от f/3,5 на коротком фокусном расстоянии до f/5,6 на длинном.
Объектив предназначен для фотоаппаратов с кроп-матрицей, соответственно фокусное расстояние будет эквивалентно 29—320 мм.
Объектив оснащён стабилизатором изображения (IS), позволяющим значительно снизить размытость изображения, вызванную сотрясением рук.
У объектива отсутствует ультразвуковой мотор, который, как правило, устраняют в недорогой оптике (см. также 18-55 мм).

## Аксессуары
- Диаметр резьбы для светофильтров — 72 мм.
- Крышка объектива E-72II.
- Бленда объектива EW-78D.